# Drypetes gossweileri
Drypetes gossweileri ist ein Baum in der Familie der Putranjivaceae aus Zentralafrika bis nach Nigeria.

## Beschreibung
Drypetes gossweileri wächst als Baum bis über 30 Meter hoch. Der Stammdurchmesser erreicht 120 Zentimeter. Es sind nur kleiner Wurzelanläufe oder Brettwurzeln ausgebildet. Die leicht raue bis schuppige, aromatische Borke ist grau-braun.
Die einfachen Laubblätter sind wechselständig und kurz gestielt. Der Blattstiel ist bis zu 2 Zentimeter lang. Die ledrigen, kahlen, bespitzten bis zugespitzten, eiförmigen bis verkehrt-eiförmigen oder elliptisch, länglichen Blätter sind bis 24 Zentimeter lang, sie sind gesägt bis gezähnt, seltener ganzrandig. Es sind kleine Nebenblätter ausgebildet.
Drypetes gossweileri ist zweihäusig diözisch. Es werden achselständige und büschlige Blütenstände gebildet. Die Blüten riechen unangenehm. Die funktionell eingeschlechtlichen, fünfzähligen und grünlich-gelben Blüten sind gestielt, mit einfacher Blütenhülle, die Kronblätter fehlen. Die feinhaarigen Kelchblätter sind zurückgelegt. Die männlichen Blüten besitzen bis etwa 30 kurze, freie Staubblätter sowie einen reduzierten Pistillode und einen becherförmigen, gelappten Diskus, die weiblichen einen oberständigen, fein behaarten Fruchtknoten mit zwei kurzen Griffeln mit breiten Narbenlappen und einen ganzen Diskus, Staminodien können vorkommen.
Es werden bräunlich-grüne, leicht zusammengedrückt rundliche, bis 10 Zentimeter große, samtig behaarte, schorfige, mehrsamige Steinfrüchte gebildet. Die bis zu 7 Samen sind keil-, halbmondförmig.

## Verwendung
Das recht schwere und mäßig harte Holz wird für einige Anwendungen genutzt. Es ist bekannt als Bossimé und wird als Ersatz für Kirschbaum verwendet.